# Thamnotettix sulphurea
Thamnotettix sulphurea är en insektsart som beskrevs av Curtis 1837. Thamnotettix sulphurea ingår i släktet Thamnotettix och familjen dvärgstritar. Inga underarter finns listade i Catalogue of Life.